# 286
El 286 (CCLXXXVI) fou un any comú començat en divendres del calendari julià.

## Esdeveniments
- A Tarraco, a causa de la iniciativa dels governadors Juli Valent i Marc Aureli, s'inicien les feines de reconstrucció de les termes i de part del fòrum.